# Dödskyssen (film, 1995)
Dödskyssen är en amerikansk thriller från 1995 med David Caruso, Samuel L. Jackson och Nicolas Cage.

## Handling
I Barbet Schroeders thriller spelar David Caruso en före detta fängelsekund som lockas tillbaka till brottets bana för att göra en sista kupp. När en polis (Samuel L. Jackson) erbjuder honom frihet mot att han tjallar på en gangster (Nicolas Cage), blir han motvilligt en speljäs i kampen mellan FBI och maffian. Skådespelarna Ving Rhames, Helen Hunt, Stanley Tucci och Michael Rapaport är också med i den här stilsäkra historien i bästa film noir-stil.

## Om filmen
Dödskyssen är en nyinspelning av filmen Kiss of Death från 1947.
Manusförfattaren Richard Price döpte filmens huvudperson, polisofficeren Calvin Hart, efter en verklig polis från Jersey City. Tidigare har samma polis inspirerat Price till porträttet av Jätten Andre i boken "Clockers", som också har filmatiserats. 

## Rollista (urval)
- David Caruso - Jimmy Kilmartin
- Samuel L. Jackson - Detective Calvin Hart
- Nicolas Cage - Little Junior Brown
- Helen Hunt - Bev Kilmartin
- Kathryn Erbe - Rosie Kilmartin
- Stanley Tucci - D.A. Frank Zioli
- Michael Rapaport - Ronnie Gannon
- Ving Rhames - Omar